# Chas Cronk
Charles "Chas" Cronk is een Britse bassist en songwriter.
Cronk groeide op in Hounslow, Middlesex, en trad er in de jaren zestig op met een band genaamd "In Motion". In 1970 ontmoette hij toekomstig Strawbs-lid Dave Lambert wie samenwerkte met Rick Wakeman. Lambert, Dave Cousins , en Cronk speelden mee op het eerste soloalbum van Wakeman: The Six Wives of Henry VIII. Daarna speelde Cronk op het album Songfall van Philip Goodham Tait.
Toen Cousins in 1973 na een rustperiode de band weer wilde opstarten werd Cronk (op aanraden van Wakeman) gevraagd als basgitarist. Volgens Strawbs-liefhebbers trad hiermee de beste formatie van de groep aan, met John Hawken (toetsinstrumenten), en Rod Coombes (slagwerk).
In 1980 doekte Cousins de Strawbs weer op, omdat op dat moment de Britse muziekmarkt werd overheerst door punk. Cronk en Lambert probeerden met de overige ex-Strawbsleden Andy Richards (toetsen) en Tony Fernandez (slagwerk) tevergeefs een album uit te brengen: Touch the Earth. Vervolgens zocht ieder weer zijn eigen weg. Cronk ging spelen bij de band rondom ex-Genesis gitarist Steve Hackett (1981-1983). Hij keerde weer terug naar Andy Richards om te spelen in Electric Ice, maar ook dat had geen succes. Ook de band Cry No More met Roy Hill werd geen succes, maar trad nog wel op tot 2005.
Vanaf de jaren negentig komt Strawbs weer onregelmatig bij elkaar om albums op te nemen en uit te geven en Cronk maakt daar soms wel en soms niet deel van uit. Wel speelde hij mee op het soloalbum The Boy in the Sailor Suit van Dave Cousins.

## Discografie
- 2007: Touch the Earth (opgenomen in 1981)

## Bron
- Uitgaven Touch the Earth en A Taste of Strawbs